# Regne de Cork
El regne de Cork va ser un petit enclavament nòrdic-gaèlic que apareix a la crònica del segle xii Cogad Gáedel re Gallaib (guerra dels irlandesos contra els estrangers) i d'altres escrits contemporanis com els Annals dels quatre mestres, Annals d'Inisfallen i Annals de Tigernach. A causa de les constants envestides dels vikings la ciutat va ser completament emmurallada i algunes seccions encara romanen en peu avui en dia.
Durant gran part de l'edat mitjana, Cork era un lloc avançat de la cultura dels anglesos vells immergits en un ambient gaèlic predominantment hostil i aïllat del govern del regne de Dublín. Els governants nòrdic-galèics usaven el "Black Rent" (extorsió) per tal d'evitar que ataquessin la ciutat.
El cabdill viking Ottir Iarla està associat amb les conquestes i incursions vikingues en Irlanda, particularment a la província de  Munster. La crònica Cogad Gáedel re Gallaib el descriu com a lloctinent principal del poderós cabdill Ragnall ua Ímair, i l'associa amb l'establiment viking de Cork, però no és clar si va governar com a rei o estava subjecte a l'autoritat de Ragnall, els annals tanmateix ofereixen una cronologia diferent.